# Ațintiș, Mureș
Ațintiș (în maghiară Cintos, în germană Zinzendorf) este satul de reședință al comunei cu același nume din județul Mureș, Transilvania, România.

## Istoric
Satul Ațântiș este atestat documentar în anul 1357.

## Localizare
Localitate situată pe valea râului Ațântiș afluent al râului Mureș.

## Populație
Conform Recensământului din anul 2022 populația localității era de 696 locuitori în scădere față de datele de la ultimul recensământ când populația localității era de 716 locuitori. 

## Imagini

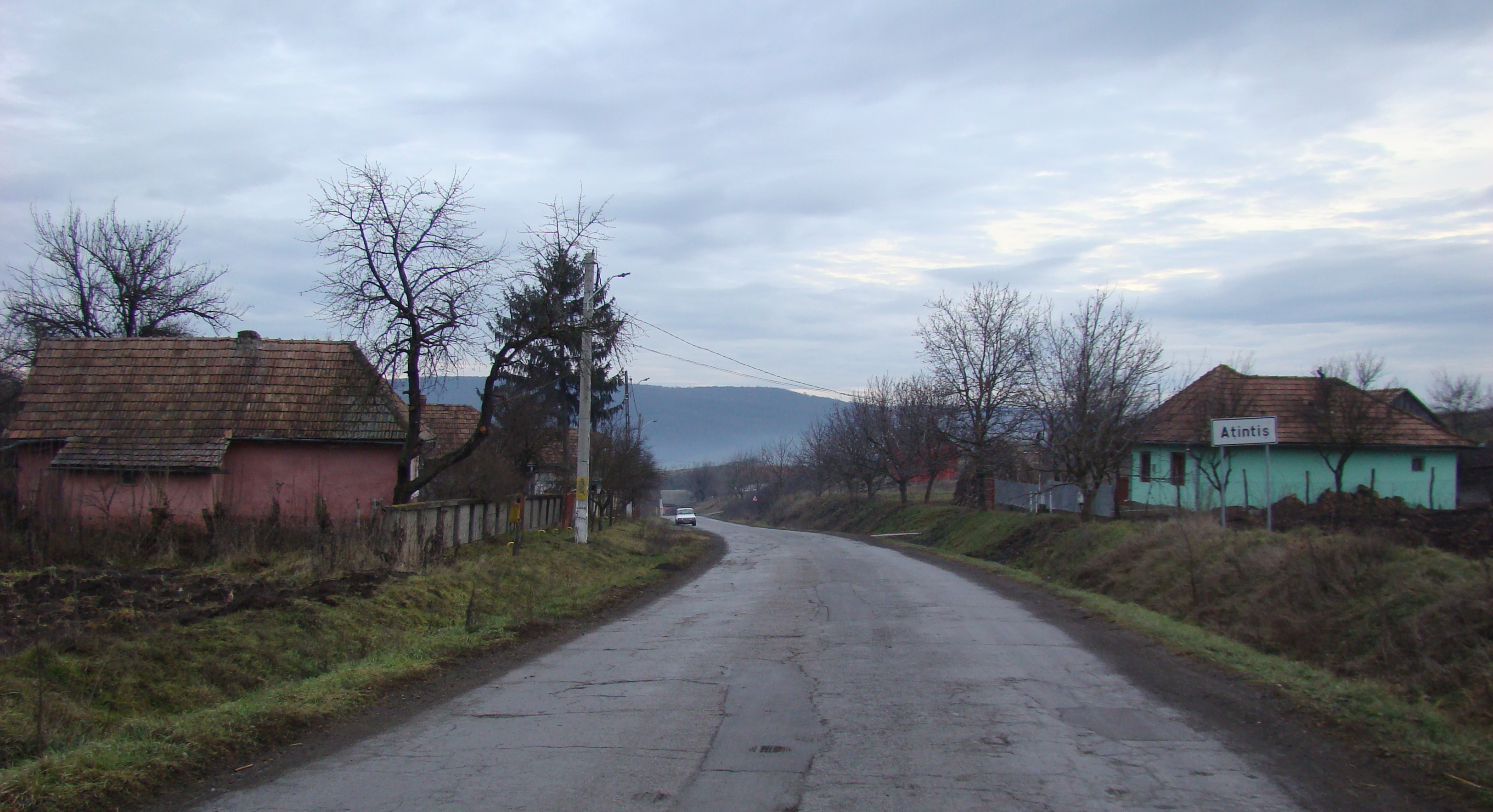
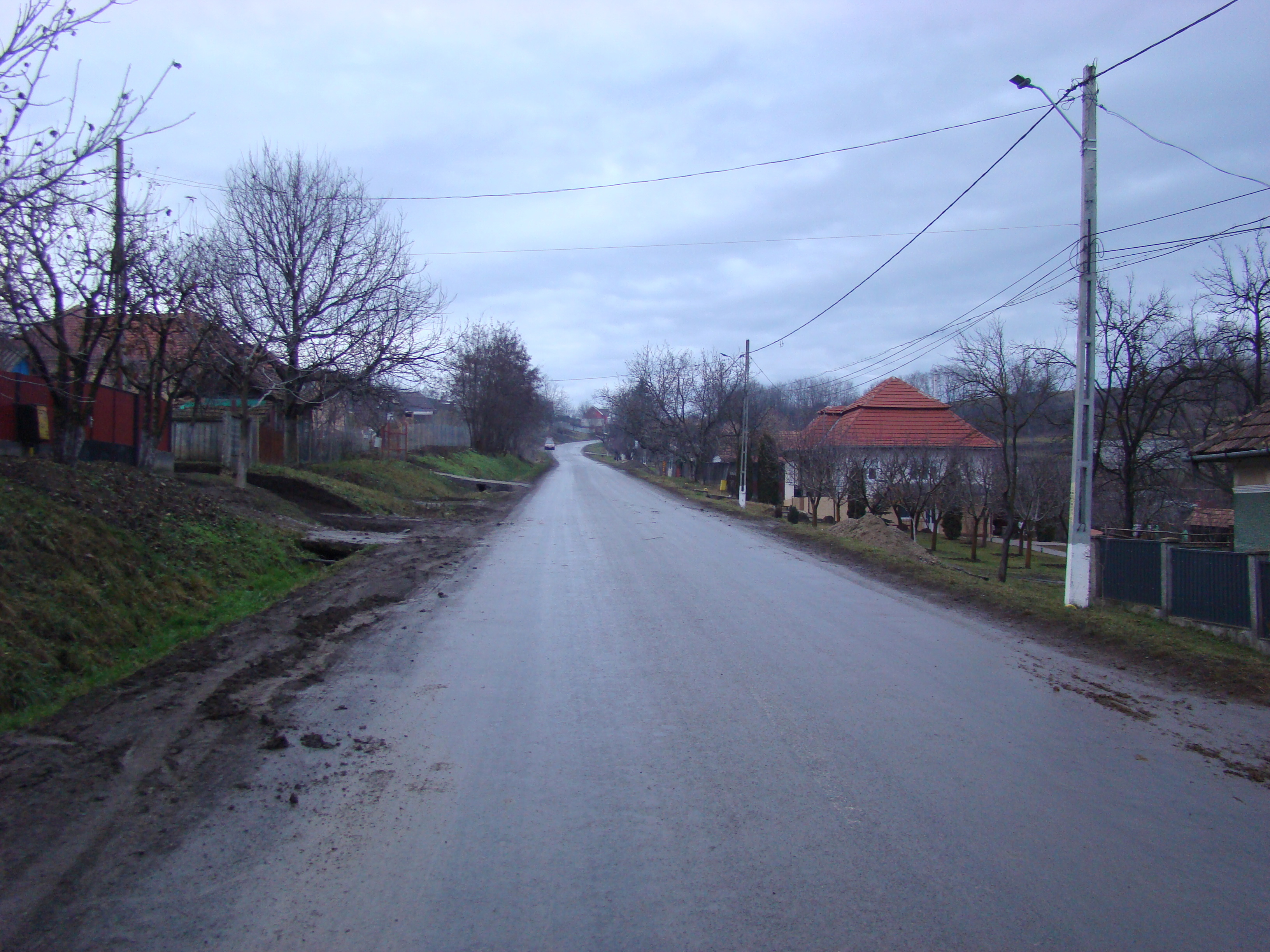
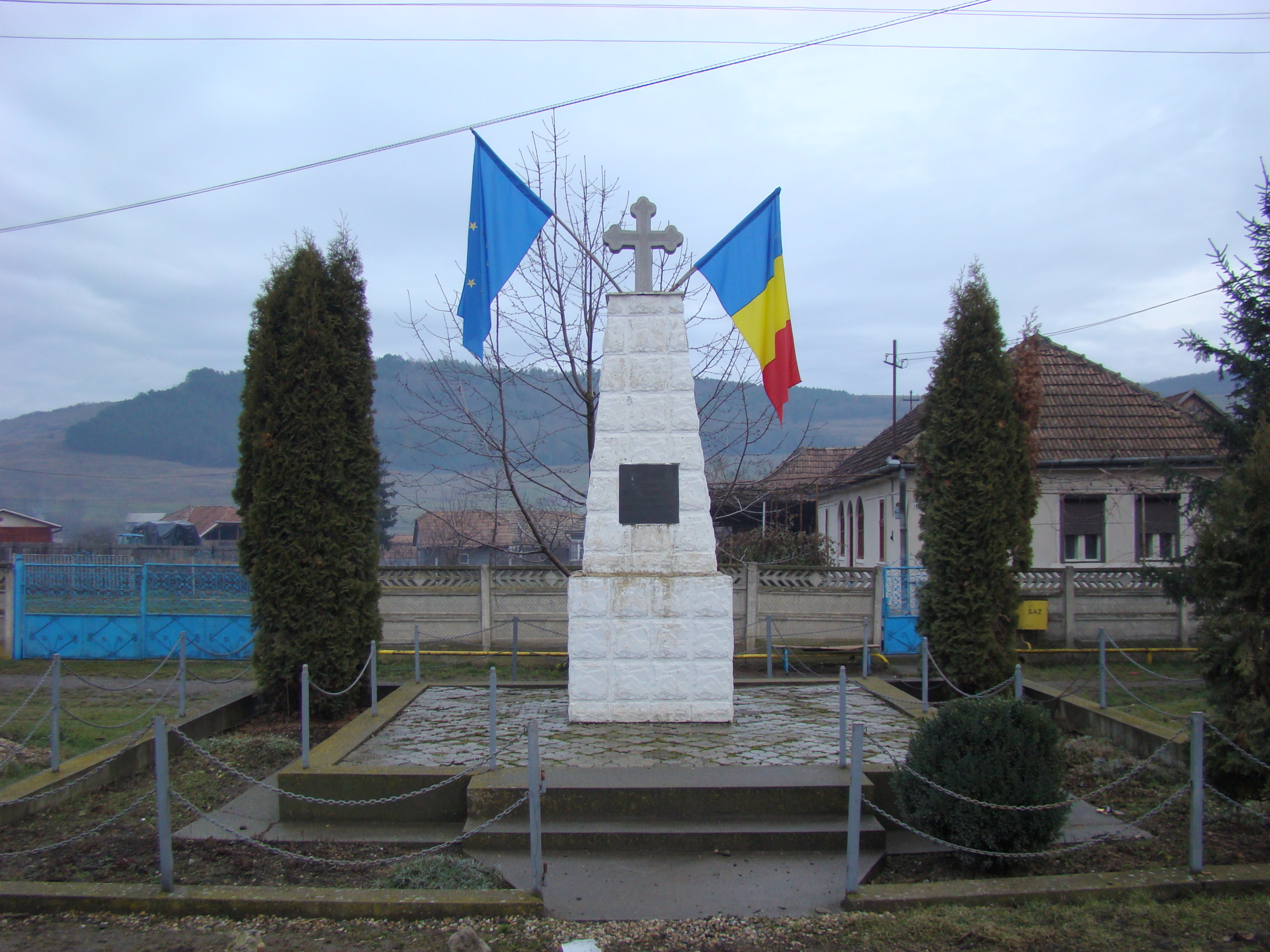
Monumentul Eroilor
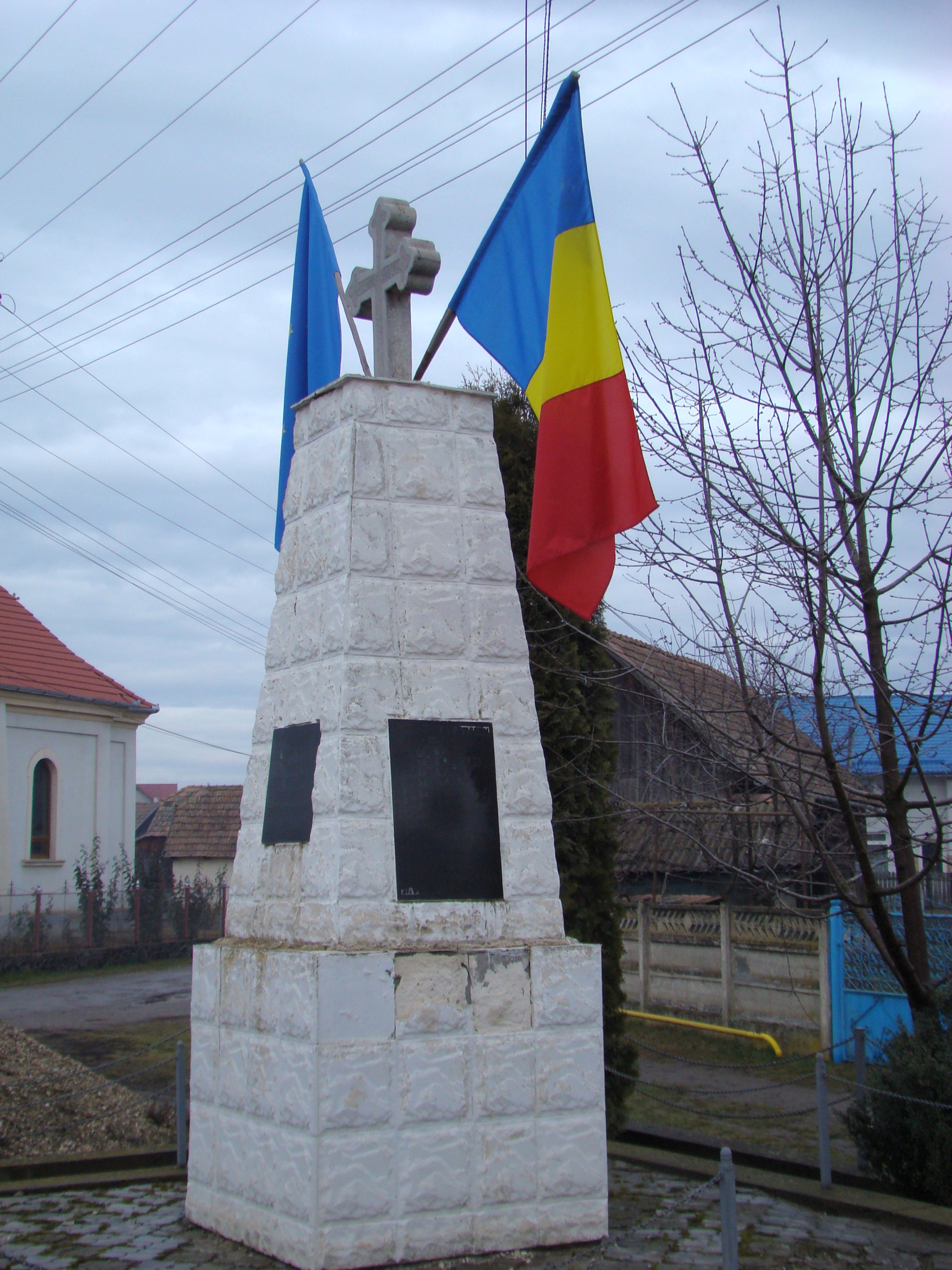
Monumentul Eroilor
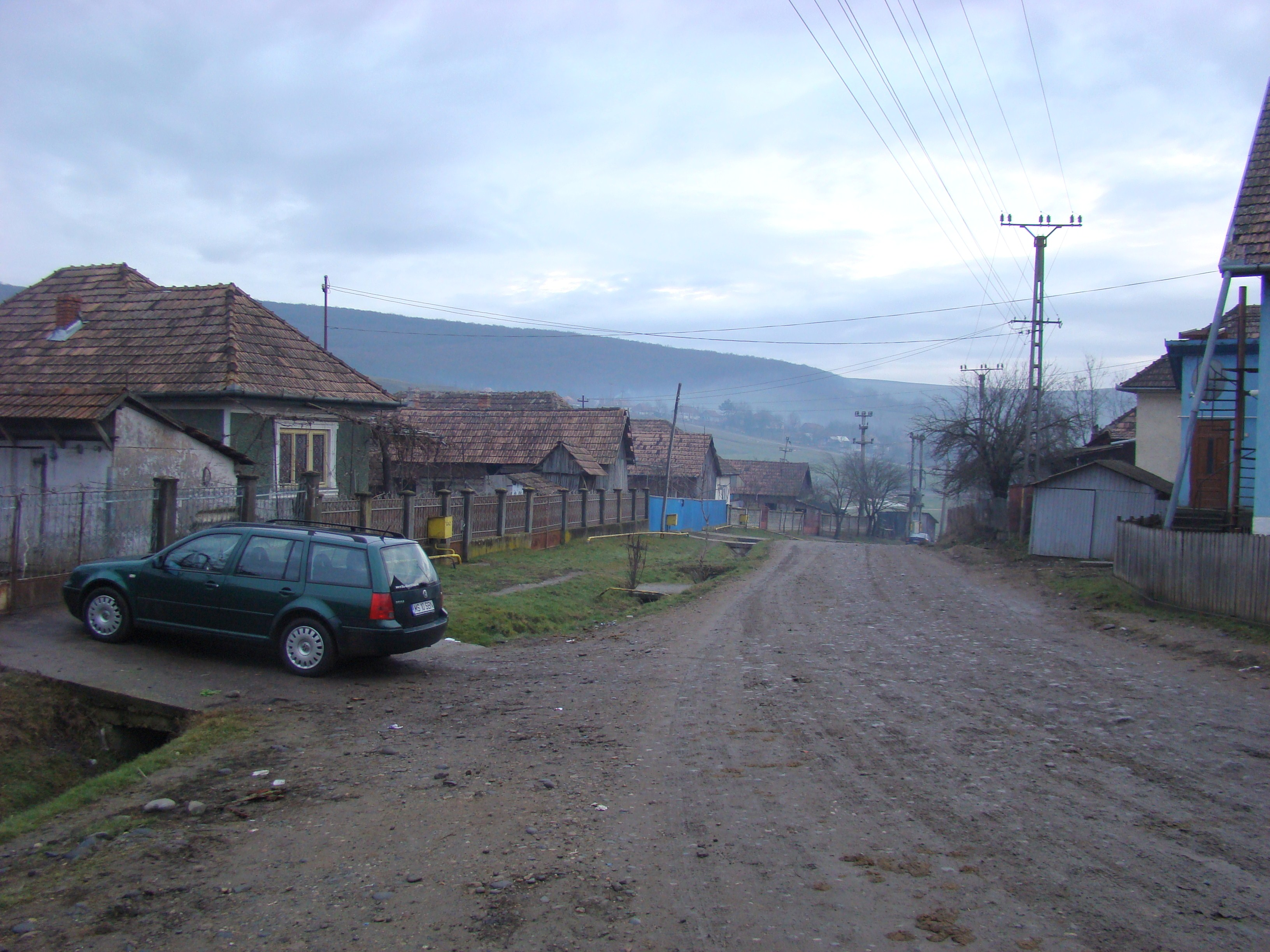
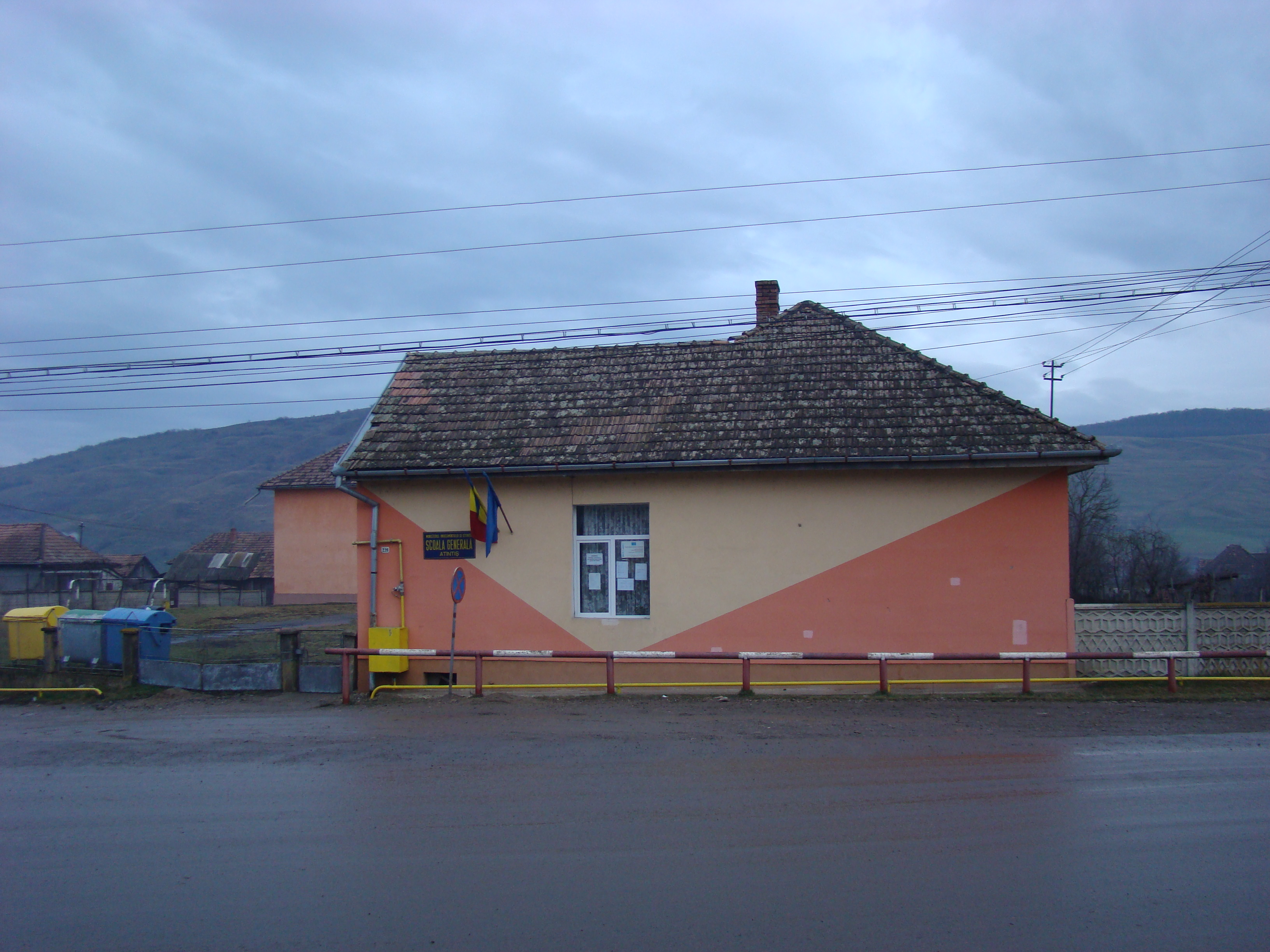
Școala
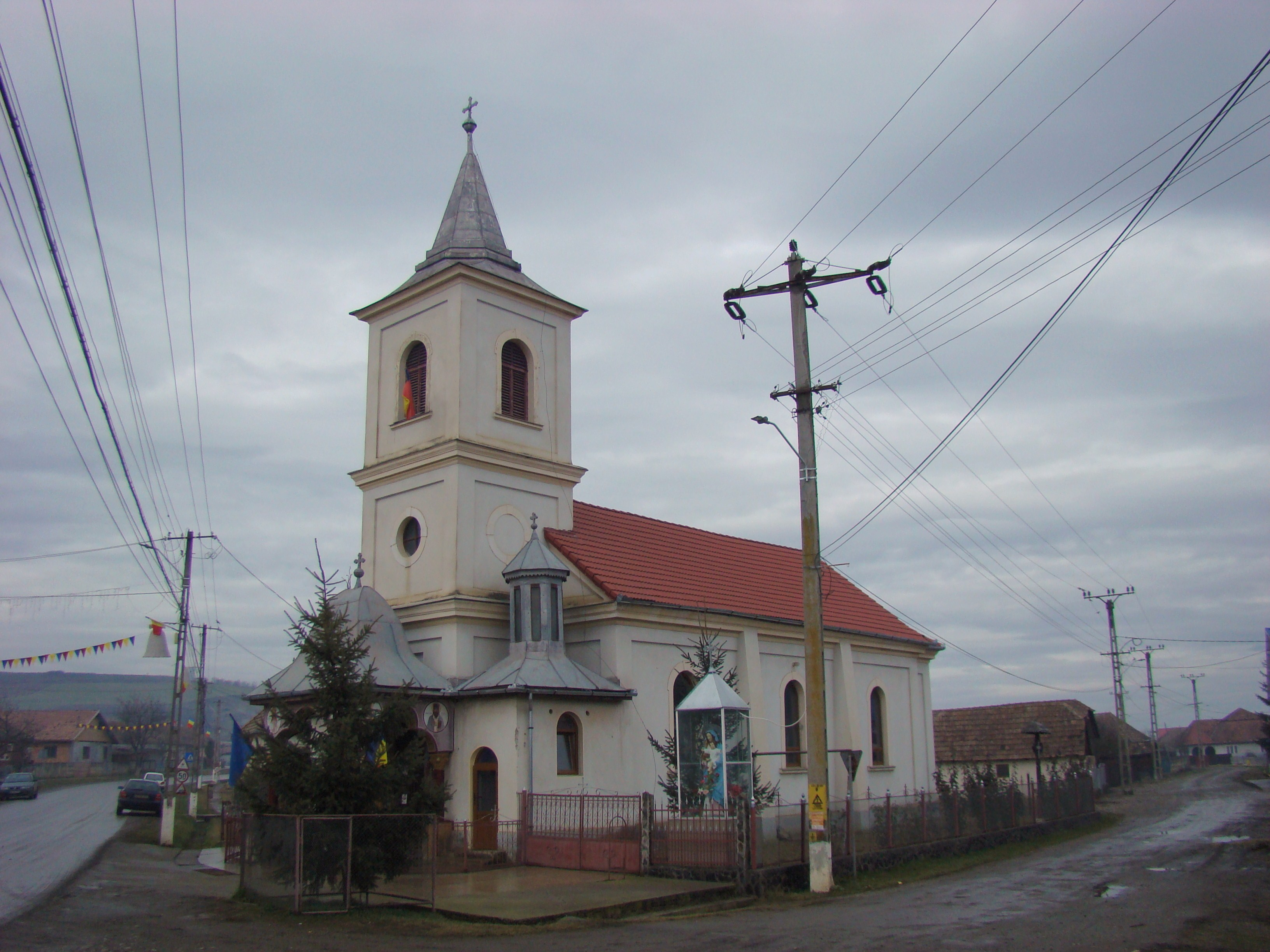
Biserica ortodoxă „Sfinții Arhangheli Mihail și Gavriil” (1925)
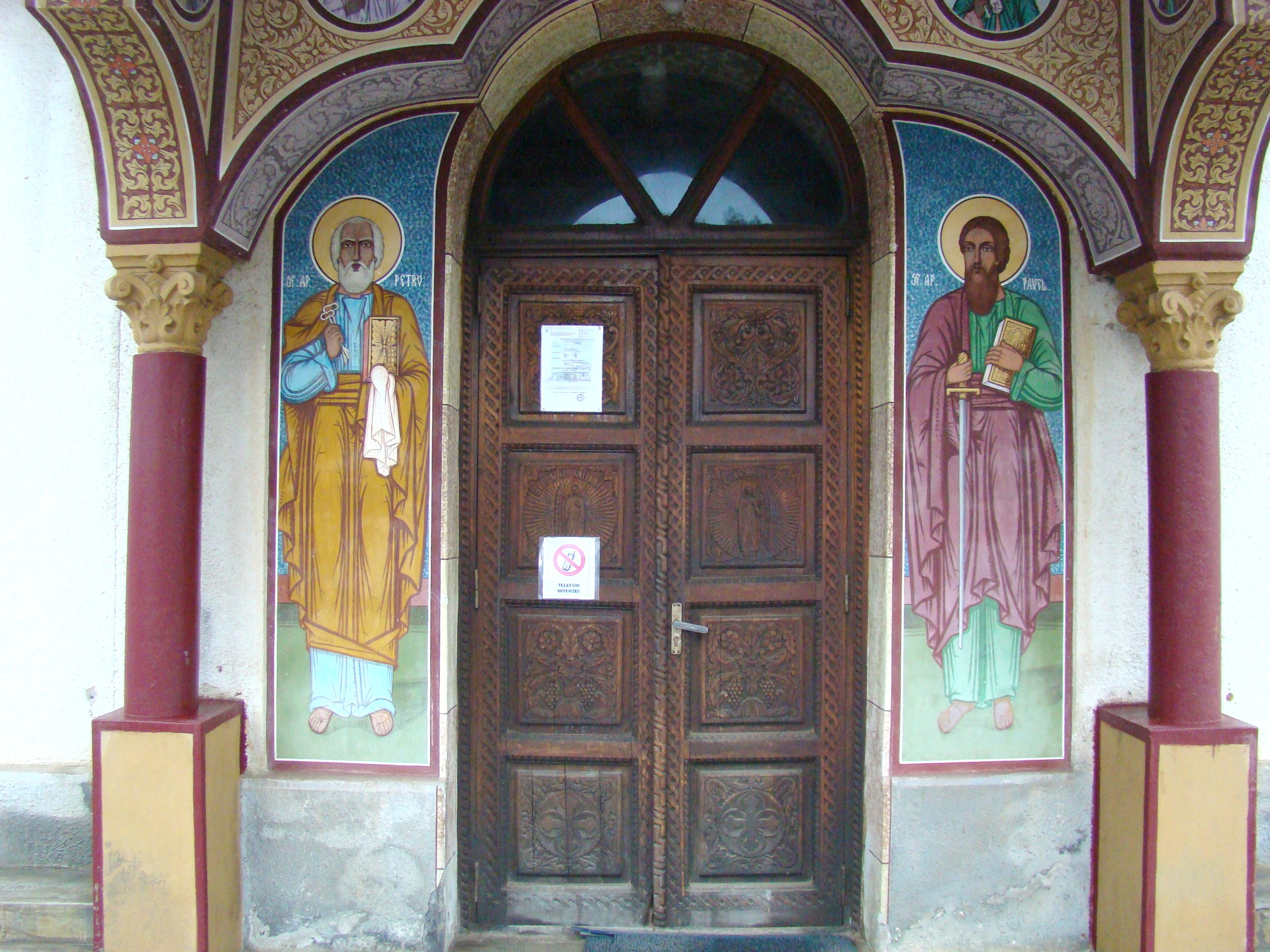
Biserica ortodoxă „Sfinții Arhangheli Mihail și Gavriil” (1925)
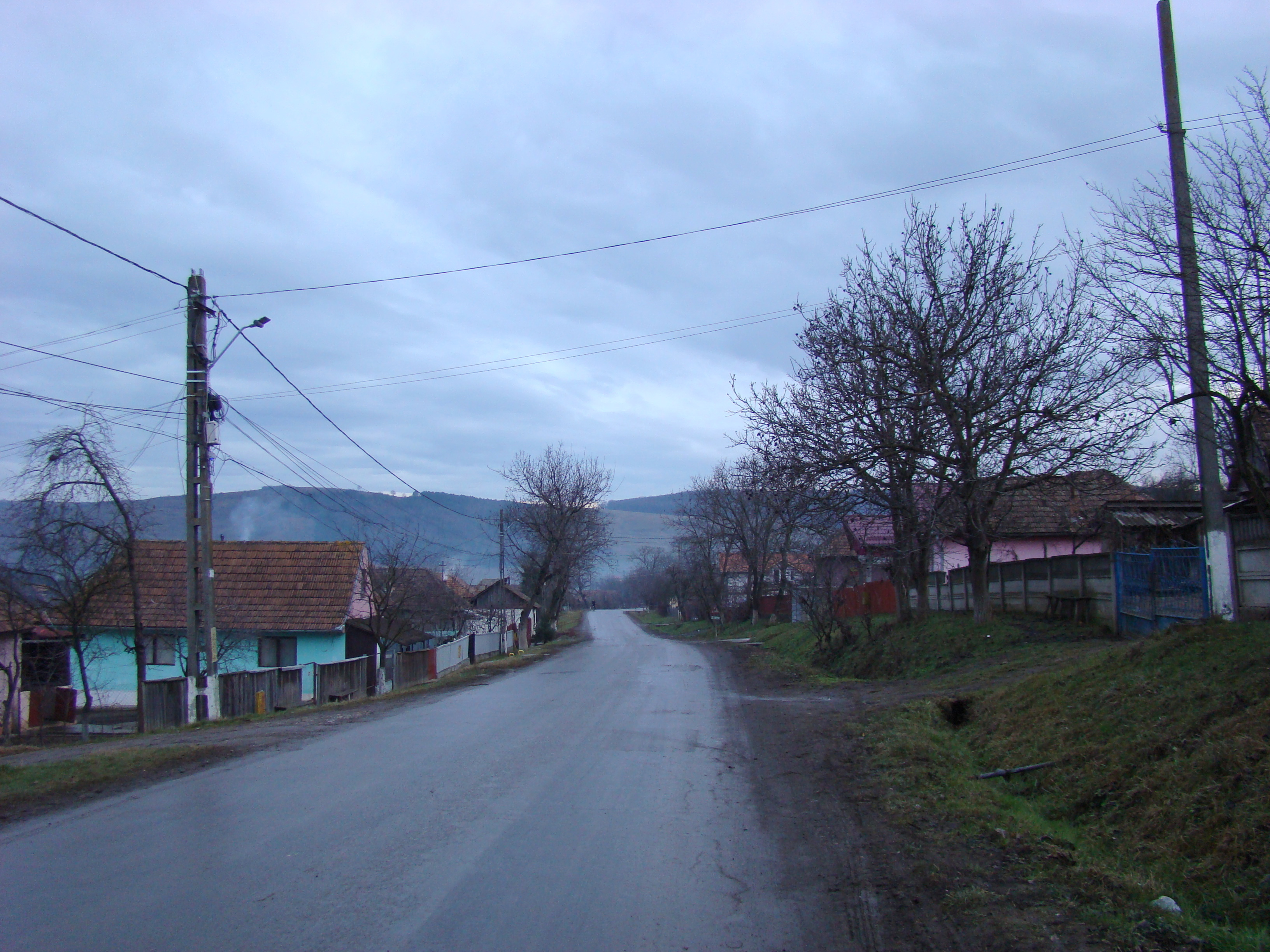
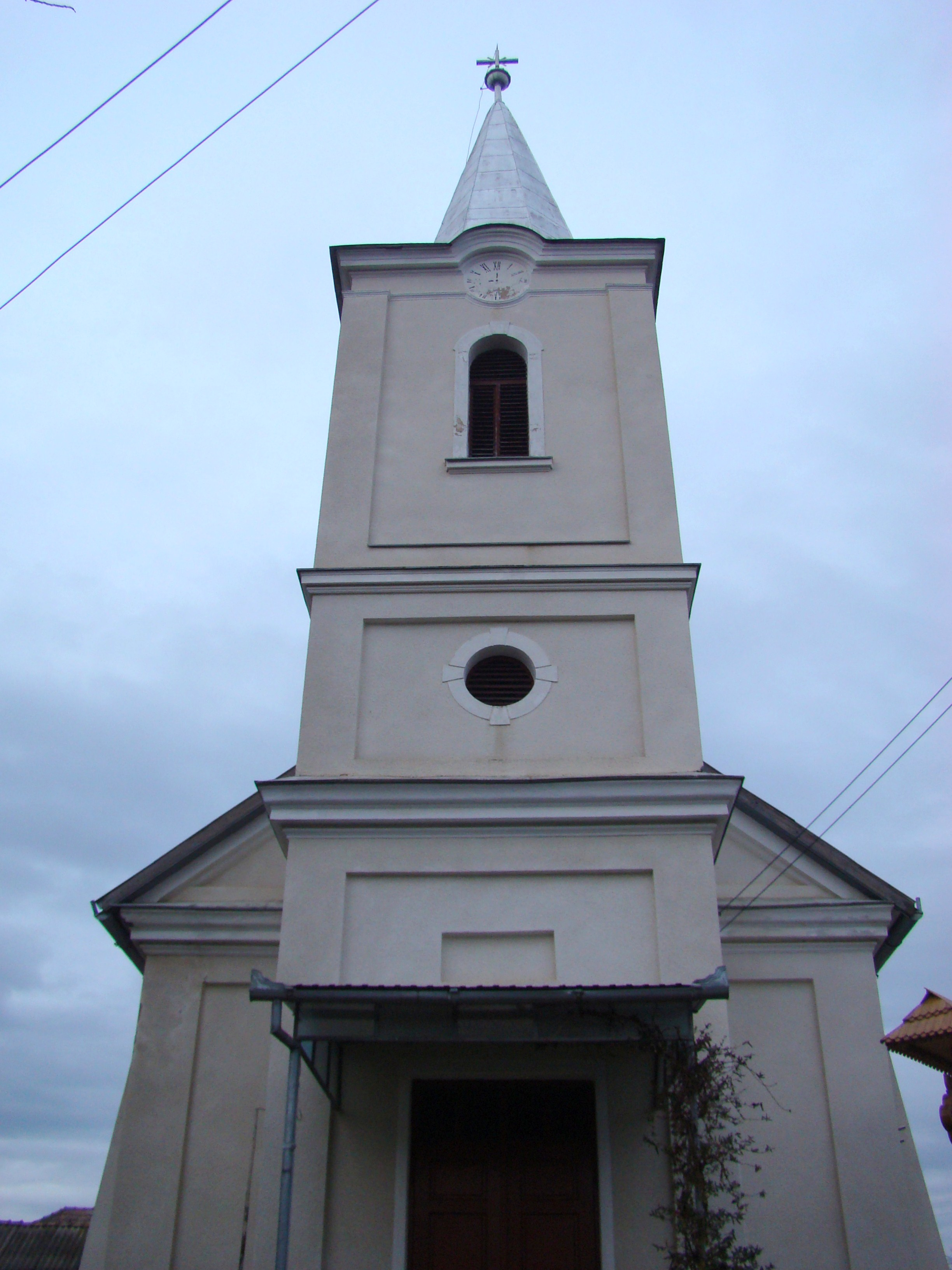
Biserica greco-catolică
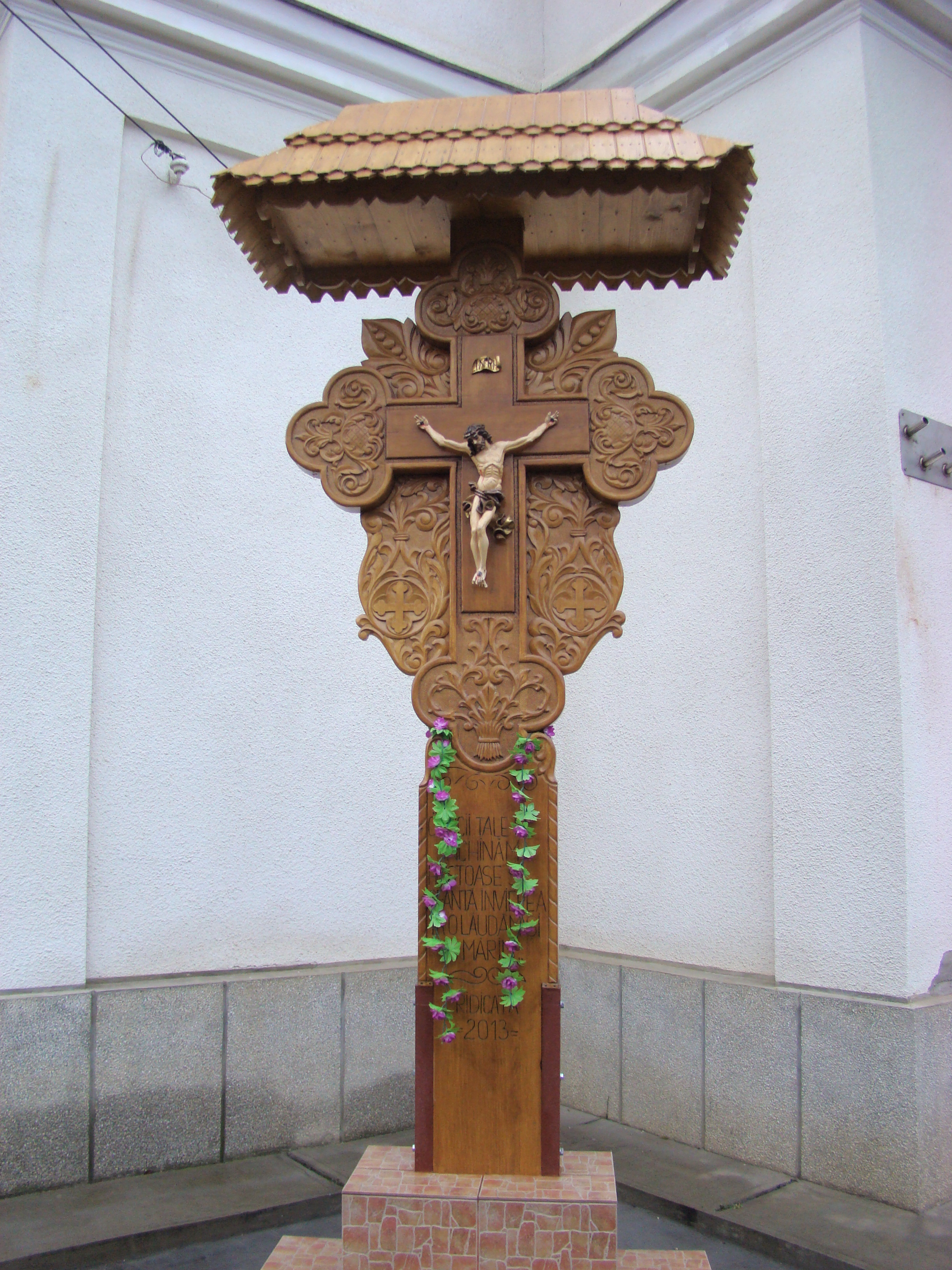
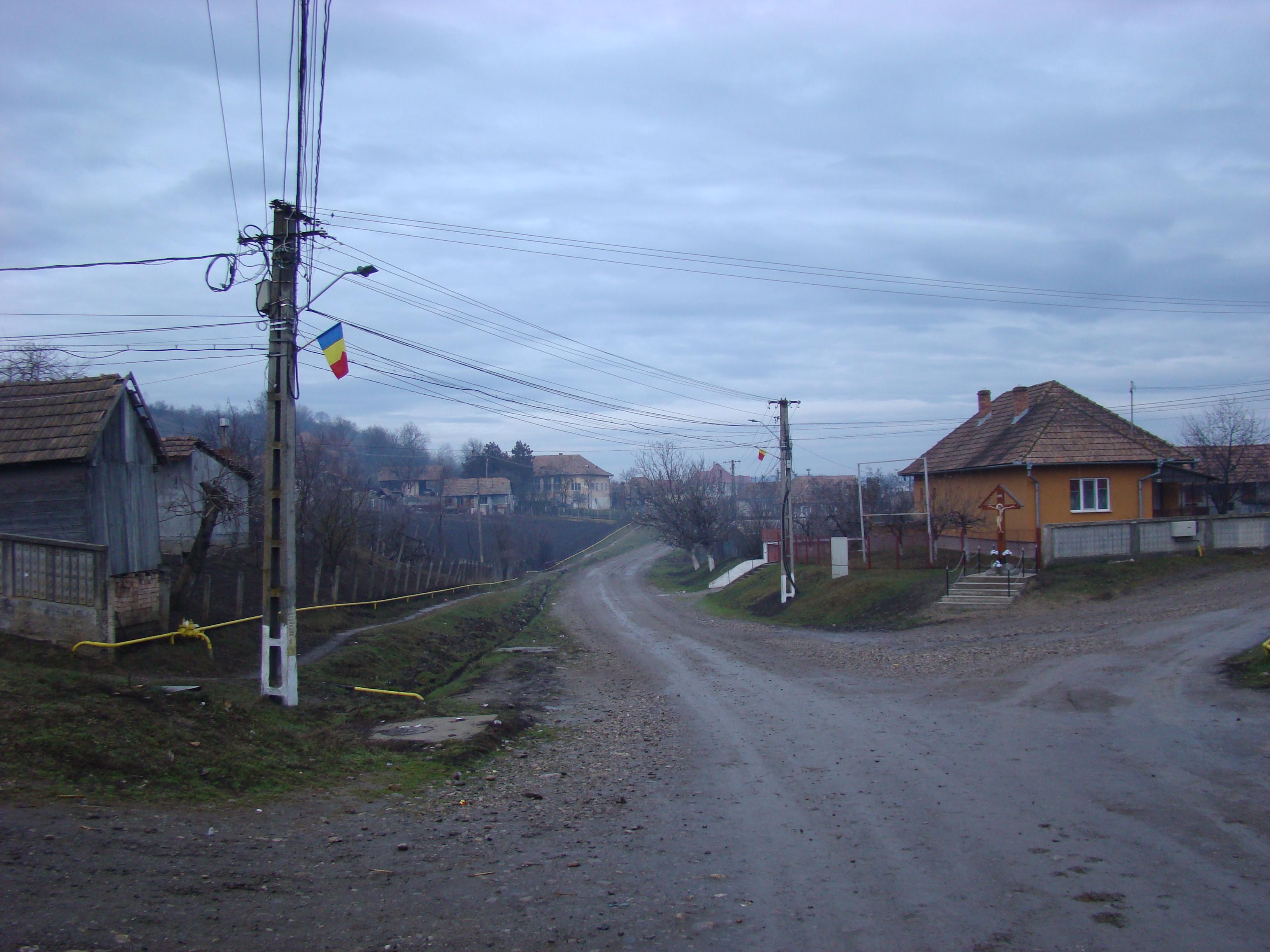